# ظيلم آل كثير (القف)
ظيلم آل كثير هي إحدى قرى عزلة القف بمديرية القف التابعة لمحافظة حضرموت، بلغ تعداد سكانها 77 نسمة حسب تعداد اليمن لعام 2004.